# Miřetice (Boêmia Central)
Miřetice é uma comuna checa localizada na região da Boêmia Central, distrito de Benešov.